# Cheiramiona ruwenzoricola
Cheiramiona ruwenzoricola is een spinnensoort uit de familie van de Cheiracanthiidae.
De wetenschappelijke naam van de soort werd in 1916 als Cheiracanthium ruwenzoricola gepubliceerd door Embrik Strand.